# 伊奥拉斯
伊奥拉斯（古希臘語:Ioλλας或Ioλας；前四世紀人物），是安提帕特的兒子，他的兄長卡山德後來成為馬其頓國王。
在亞歷山大大帝時期，他還是青年，根據馬其頓傳統，身為貴族的伊奥拉斯成為國王的侍從，並在前323年亞歷山大生重病前擔任舉杯人的工作。亞歷山大病逝後，當時傳言亞歷山大是被毒死的，並說是伊奥拉斯在邁迪亞斯（Medius）和亞歷山大的宴會上下毒。根據傳言，伊奥拉斯一個親近的朋友慫恿他，一同參與這個陰謀。
古羅馬傳記家普魯塔克記下這個故事，並說亞歷山大病逝6年後，亞歷山大的母親奧林匹亞絲掌控馬其頓時，她大力迫害安提帕特、卡山德的朋友和黨羽。儘管伊奥拉斯早已死去，奧林匹亞絲相信亞歷山大是被他害死的，她挖出伊奥拉斯的墳墓，把他的骨灰四處散布來報仇。伊奥拉斯下毒的傳言流傳很廣，就連雅典的演辯家希波拉底斯（Hypereides）提議雅典人獎賞伊奥拉斯殺了亞歷山大。
史书並沒有記載伊奥拉斯怎麼死的，史書中最後一次提到他是在前322年，當時他伴隨他的姊妹妮卡亞前往亞洲，準備把妮卡亞嫁給帝國攝政佩爾狄卡斯。

## 腳註
1. ↑  阿里安, 亞歷山大遠征記, vii. 27; 普魯塔克, 希臘羅馬名人傳, "Alexander", 77; 魯夫斯, Historiae Alexandri Magni, x. 10; 查士丁, Epitome of Pompeius Trogus, xii. 14; 維特魯威, 建築十書, viii. 3
2. ↑  Plutarch, ibid.
3. ↑  Pseudo-Plutarch, 道德小品, "Lives of the Ten Orators", Hyperides
4. ↑  君士坦丁堡的弗提一世, Bibliotheca, cod. 92;